# 壱岐市立志原小学校
壱岐市立志原小学校（いきしりつ しわらしょうがっこう, Iki City Shiwara Elementary School）は長崎県壱岐市郷ノ浦町にある公立小学校。略称は「志原小」（しわらしょう）。

## 概要
歴史
1875年（明治8年）に開校した「第五大学区第四中学区志原小学校」を前身とする。2010年（平成22年）に創立135周年を迎えた。
校章
1969年（昭和44年）に制定。校舎の北側、山を隔てて大原触の山間を流れる小川の岸に群生する天然記念物「スキヤクジャク」の葉で校名の「志小」の文字（縦書き）を囲んでいる。
校歌
歌詞は3番まであり、校名は歌詞に登場しない。
校区
住所表記で郷ノ浦町の後に「平人触」、「釘山触」、「志原西触」、「志原南触」、「大原触」が続く地区。卒業後は、大半が壱岐市立郷ノ浦中学校へ進学する。

## 沿革
- 1875年（明治8年）- 「第五大学区第四中学区志原小学校」が大原（たいばる）触の円光寺本堂を仮校舎に創立。
- 1879年（明治12年）- 「長崎県石田郡武生水部公立志原小学校」と改称。
- 1881年（明治14年）- 大原触の民家を改修し、校舎とする。
- 1883年（明治16年）- 「石田郡武生水学区公立中等志原小学校」と改称。
- 1886年（明治19年）- 小学校令の改正に伴い、「長崎県石田郡尋常志原小学校」と改称。 初等初山小学校を統合。
- 1889年（明治22年）- 大原触宮の原に移転。
- 1890年（明治23年）- 初山小学校が分離・独立する。
- 1892年（明治25年）- 「志原尋常小学校」と改称。久喜[3]部に1・2年学級を開設。
- 1908年（明治41年）- 高等科を設置し、「志原尋常高等小学校」と改称。久喜学級を廃止。
- 1909年（明治42年）- 釘山触字高田に移転。
- 1941年（昭和16年）4月1日 - 国民学校令により、「志原村国民学校」と改称。
- 1947年（昭和22年）4月1日 - 学制改革（六・三制）により、「志原村立志原小学校」と改称。志原中学校を併設。
- 1949年（昭和24年）- 志原中学校を武生水中学校に統合。
- 1953年（昭和28年）- 大原触115番地（現在地）に移転。
- 1955年（昭和30年）2月11日 - 町村合併に伴い、「郷ノ浦町立志原小学校」と改称。
- 1958年（昭和33年）- 久喜地区が郷ノ浦町から石田町に編入されたことに伴い、久喜地区の児童が石田村立石田小学校に転出。
- 1959年（昭和34年）- 完全給食A型を開始。
- 1968年（昭和43年）- 給食センター方式を実施。
- 1969年（昭和44年）- 校章を制定。
- 1975年（昭和50年）- 創立100周年を記念して、プールが完成。校旗を新調。
- 1977年（昭和52年）- 鉄筋コンクリート造2階建ての新校舎が完成。
- 1978年（昭和53年）- 体育館が完成。
- 2004年（平成16年）2月25日 - 4町合併による壱岐市誕生に伴い、「壱岐市立志原小学校」（現在名）に改称。

## アクセス
最寄りのバス停
- 壱岐交通 「志原」バス停

最寄りの国道・県道
- 国道382号

## 周辺
- 壱岐市立志原保育所
- 壱岐警察署志原警察官駐在所
- 壱岐市消防本部壱岐消防署郷ノ浦支署
- 志原簡易郵便局
- 壱岐市民病院
- 円光寺 （志原小学校発祥の地）
- 弥佐支刀神社